# 메틸말로닐-CoA
메틸말로닐-CoA(영어: methylmalonyl-CoA) 또는 메틸말로닐 조효소 A(영어: methylmalonyl coenzyme A)는 메틸말론산에 조효소 A가 결합되어 있는 싸이오에스터이다. 메틸말로닐-CoA는 탄소 동화 과정 뿐만 아니라 많은 유기 화합물들의 생합성에서 중요한 대사 중간생성물이다.

## 생합성 및 전환
메틸말로닐-CoA는 보조 인자로 비오틴(비타민 B7)을 사용하는 프로피오닐-CoA 카복실화효소에 의해 프로피오닐-CoA로부터 생성된다. 메틸말로닐-CoA는 보조 인자로 아데노실코발라민(비타민 B12)을 사용하는 메틸말로닐-CoA 뮤테이스에 의해 석시닐-CoA로 전환된다. 생성된 석시닐-CoA는 시트르산 회로로 들어간다. 앞서 언급한 반응들을 요약하면 다음과 같다.
프로피오닐-CoA  →  메틸말로닐-CoA  →  석시닐-CoA

## 같이 보기
- 프로피오닐-CoA
- 메틸말로닐-CoA 에피머화효소